# Heminothrus banksi
Heminothrus banksi är en kvalsterart som först beskrevs av Michael 1898.  Heminothrus banksi ingår i släktet Heminothrus och familjen Camisiidae. Inga underarter finns listade i Catalogue of Life.